# KOF: Maximum Impact 2
KOF Maximum Impact 2, lançado para a América como The King of Fighters 2006, é um jogo de luta lançado para PlayStation 2 e desenvolvido pela SNK Playmore. Ele é a sequência do KOF: Maximum Impact. Há também outro jogo na sequência, chamado The King of Fighters: Maximum Impact - Regulation A

## Personagens
O jogo traz 24 personagens inicialmente selecionáveis, como também 14 secretos (incluindo o chefe final), totalizando um elenco de 38 personagens jogáveis.

## Nota
Embora Goenitz não seja selecionável como personagem, ele aparece como uma das roupas extras de Geese Howard.